# Gergely Csiky
Gergely Csiky, také Gregor Csiky (8. prosince 1842 Pankota, Rumunsko – 19. listopadu 1891 Budapešť) byl maďarský spisovatel, překladatel a dramatik arménského původu.

## Životopis
Narodil se v rodině Jánose Csiky (1816–1856) a Heleny Verzárové (1824–1881). Jeho sourozenci byli: Ignác (1827), István (1831), Ilona (1845–1894) a Károly (1848–1935). Oženil se s Amandou Bakodoyovou († 1907), se kterou měl syna Odona (1882–1962).
Gergely studoval římskokatolickou teologii v Pešti a ve Vídni a v letech 1870–1878 byl profesorem na kněžské koleji v Temešváru. V posledním roce však přestoupil k evangelické církvi a věnoval se literatuře. Začínal romány a díly z církevních dějin, které se setkaly s jistým uznáním, nakonec se věnoval psaní pro divadlo.
Úspěch se dostavil okamžitě. Ve svém díle Az ellenállhatatlan (Neodolatelný), které získalo cenu Maďarské akademie věd, ukázal charakteristické rysy svého talentu: bezprostřednost, svěžest, realistickou energičnost a vysoce osobitý styl. V rychlém sledu obohatil maďarskou literaturu o realistické žánrové obrazy, jako jsou A proletárok (Proletariát), Buborékok (Bubliny), Két szerelem (Dvě lásky), A szégyenlős (Drzoun), Athalia atd. Ve všech se chopil toho či onoho rysu nebo typu moderního života a zdramatizoval jej s intenzitou, kvalifikovanou a vyváženou dikcí. Z posledně jmenovaných lze za inspiraci považovat jeho klasická studia. Jeho překlady Sofokla a Plauta byly nejúspěšnějšími maďarskými překlady antických klasiků. Mezi jeho romány patří Arnold, Az Atlasz család (Atlasova rodina). Zemřel v Budapešti.
Jeho jménem jsou pojmenovaná divadla v Kaposváru a v Temešváru.

## Dílo

### V češtině
- Proletáři: drama o čtyřech jednáních – přeložil František Brábek. Praha: František Šimáček, 1889[1]
- První a druhá: román – Praha: s. n., 1892
- Staré hříchy: román o třech dílech – Praha: Edvard Beaufort, 1896
- Estella – in: 1000 nejkrásnějších novel... č. 71, úvod František Sekanina, ze sbírky Stínové obrazy přeložil Karel Šarlih, s. 61–89. Praha: J. R. Vilímek, 1914
- Dcerušky páně Blažejovy – přeložil Ladislav Rudl. Praha: Alois Neubert, 1918
- Bubliny: komedie o třech dějstvích – přeložili Sándor Kosnar a Eva Bezděková. Praha: Dilia, 1958
- Darmošlapové: veselohra o třech dějstvích – přeložili Sándor Kosnar a Radovan Krátký; doslov Sándor Kosnar. Praha: Orbis, 1959
- Zakázané ovoce: veselohra o třech dějstvích – přepracoval László Szücs; přel. František Stier a Jiří Flíček, který také upravil překlad a napsal texty písní. Praha: Dilia, 1970